# القوایر
ال-قوایر یک منطقهٔ مسکونی در یمن است که در استان حضرموت واقع شده‌است.